# Peyritschiella protea
Peyritschiella protea  Thaxt.– gatunek grzybów z rzędu owadorostowców (Laboulbeniaceae).

## Systematyka i nazewnictwo
Pozycja w klasyfikacji według Index Fungorum: Peyritschiella, Laboulbeniaceae, Laboulbeniales, Laboulbeniomycetidae, Laboulbeniomycetes, Pezizomycotina, Ascomycota, Fungi.
Gatunek ten po raz pierwszy opisał w 1900 r. Roland Thaxter na pokrywach skrzydeł i przedtułowiu owadów Bledius bicornis, Oxytelus rugosus i  Acrognathus mandibularis  w Anglii.

## Charakterystyka
Grzyb mikroskopijny, pasożyt owadów, nie powodujący jednak jego śmierci i zwykle nie wyrządzający mu większych szkód. W Polsce jego występowanie podał Tomasz Majewski w 1994 i 2003 r. na chrząszczach z rodziny kusakowatych (Staphylinidae): Anotylus insectatus, Anotylus insectatus, Anotylus insectatus, Anotylus rugosus, Anotylus sculpturatus, Manda mandibularis, Oxytelus fulvipes, Philonthus quisquiliarus.